# الهام فخاری
الهام فخاری (زاده ۳۰ شهریور ۱۳۵۴ اصفهان) روان‌شناس، استاد دانشگاه، نویسنده، نقاش، شاعر، عضو شورای مرکزی حزب اعتماد ملّی و عضو پیشین شورای اسلامی شهر تهران، ری و تجریش  است.

## سوابق
الهام فخاری، روان‌شناس و مدرس دانشگاه دارای دکترای روان‌شناسی تربیتی از دانشگاه الزهرا، سیاستمدار اصلاح‌طلب، عضو شورای مرکزی حزب اعتماد ملّی  نماینده منتخب مردم تهران با ۱/۱۱۲/۱۲۶ رأی در پنجمین دوره شورای شهر تهران، نایب رئیس سابق کمیسیون فرهنگی و اجتماعی و رئیس سابق کمیته هنر، کمیته اجتماعی و کمیته شهر دوستدار کودک شورای شهر تهران است. در ۲۲ آبان ۱۳۹۶ و در جلسه شورای اسلامی استان تهران، الهام فخاری به عنوان رئیس شورای استان تهران انتخاب شد. او همچنین مدیرمسئول انتشارات آوای مانی و مرکز مشاوره و روان‌شناسی مانی عضو سابق جبهه اصلاحات ایران، سخنگو، عضو هیئت‌رئیسه و مسئول سابق روابط‌عمومی شورای‌عالی سیاستگذاری اصلاح‌طلبان، عضو سابق شورای اسلامی شهرستان شمیرانات ، عضو سابق هیأت تطبیق شهرستان شمیرانات رییس دوره ای شورای هماهنگی جبهه اصلاحات کشور  و اولین زن رئیس شورا در تاریخ شوراهای شهر و استان تهران است. وی نقاش، نویسنده و شاعر است. از نمایشگاه‌های نقاشی او، "گام‌های رهایی" سال ۱۴۰۱  و "پویه‌ی بهار" سال ۱۴۰۳  در تهران برگزار شد  و کتاب‌های تخصصی و شعر او نیز منتشر شده است.

## احضار به قوه قضائیه
الهام فخاری با شکایت مدیر اسبق روزنامه همشهری و همچنین در مورد توئیتی که درباره سعید طوسی منتشر کرده بود، به دادگاه احضار شد. الهام فخاری که خواستار تحقیق و تفحص از روزنامه همشهری شده و از عملکرد مدیران پیشین و فساد مالی آن انتقاد کرده بود، با شکایت مهدی ذاکری، مدیر پیشین همشهری مواجه شد.  
خانم فخاری، در پی تبرئه سعید طوسی، قاری قرآن و مربی صوت در پرونده آزار جنسی نوجوانان، با انتشار یک پیام در توئیتر از این حکم انتقاد کرد و آن را حاوی پیام بدی برای جامعه دانسته بود. این توئیت خانم فخاری نیز یکی از دلایل احضار او به دادگاه بود. در نهایت با حضور در دادگاه و ارائه مستندات، فخاری تبرئه شد.

## اخراج از دانشگاه
الهام فخاری نخستین بار پس از استخدام در دانشگاه اصفهان، با سمت مدیر مجله علوم انسانی و نزدیک به 7 سال فعالیت، در سال ۱۳۸۹ و در دولت دوم احمدی‌نژاد به‌علت عدم تمدید قرارداد اخراج شد. وی پس از گذراندن فرایند جذب هیات علمی، در دانشكده روانشناسي و علوم تربيتي دانشگاه علامه طباطبايي مشغول به تدریس در مقطع کارشناسی و کارشناسی‌ارشد بود که پس از نزدیک به 5 سال تدریس، با وجود طی کردن و تکرار مراحل جذب هیأت علمی دانشگاه، با توقف صدور حکم استخدام توسط مسئولان وزارت علوم و نهادهای حاکمیتی (۱۴۰۰) و در جریان موج اخراج استادان دانشگاه‌های ایران، از تدریس منع شد. 

## آثار

### تألیف و ترجمه
- باهم آموختن در کلاس (چگونگی انجام) - نوشته وندی جلیف - ترجمه / نشر ثالث [۳۸]
- آموزش مردم‌سالاری: چالش مدرسه - تألیف / انتشارات جادوی اندیشه

### مجموعه سروده‌ها
- کتاب شعر پژواک واژه‌ها  / نشر نصیرا [۳۹]
- کتاب شعر بوی گلپر  / نشر نصیرا [۴۰]
- کتاب شعر آغوش تاک / انتشارات آوای‌مانی [۴۱][۴۲]
- کتاب شعر آمین روشنایی / انتشارات آوای‌مانی [۴۳][۴۴]
- کتاب شعر پرسه / انتشارات آوای‌مانی [۴۵][۴۶]

## سوابق انتخاباتی
| سال  | انتخابات            | آرا       | ٪     | رتبه | نتیجه     | حوزه انتخابیه                         | منبع   |
| ---- | ------------------- | --------- | ----- | ---- | --------- | ------------------------------------- | ------ |
| ۱۳۸۱ | شوراهای شهر و روستا | /         | /     | ۱۴   | علی البدل | اصفهان                                | [ ۴۷ ] |
| ۱۳۸۶ | مجلس شورای اسلامی   | -         | -     | -    | رد صلاحیت | اصفهان و ورزنه                        | -      |
| ۱۳۹۴ | مجلس شورای اسلامی   | -         | -     | -    | رد صلاحیت | تهران، ری، شمیرانات، اسلامشهر و پردیس | -      |
| ۱۳۹۶ | شوراهای شهر و روستا | ۱,۱۱۲,۱۲۶ | %۳۰/۷ | ۱۹   | پیروزی    | تهران، ری و تجریش                     | [ ۵ ]  |
| ۱۴۰۰ | شوراهای شهر و روستا | /         | /     | ۴۵   | شکست      | تهران، ری و تجریش                     | [ ۴۸ ] |